# كوداهي (كاليفورنيا)
كوداهي (بالإنجليزية: Cudahy)‏ هي إحدى مدن مقاطعة لوس أنجليس، كاليفورنيا. تم إعطاءها لقب مدينة في 10 نوفمبر، 1960.

## التركيبة السكانية
حدّد مكتب تعداد الولايات المتحدة بيانات التركيبة السكانية لكوداهي في تعداد الولايات المتحدة. في ما يلي، التركيبة السكانية حسب تعدادي 2000 و2010.

### تعداد عام 2000
بلغ عدد سكان كوداهي 24,208 نسمة بحسب تعداد عام 2000، وبلغ عدد الأسر 5,419 أسرة وعدد العائلات 4,809 عائلة مقيمة في المدينة. في حين سجلت الكثافة السكانية 7,612.6 نسمة لكل كيلومتر مربع (19,716.5/ميل2). وبلغ عدد الوحدات السكنية 5,542 وحدة بمتوسط كثافة قدره 1,742.8 لكل كيلومتر مربع (4,513.8/ميل2).
وتوزع التركيب العرقي للمدينة بنسبة 43.14% من البيض و1.24% من الأمريكيين الأفارقة و1.28% من الأمريكيين الأصليين و0.74% من الأمريكيين ذوي الأصول الآسيوية و0.17% من سكان جزر المحيط الهادئ و48.06% من الأعراق الأخرى و5.37% من عرقين مختلطين أو أكثر و94.14% من الهسبانيون أو اللاتينيون من أي عرق.
بلغ عدد الأسر 5,419 أسرة كانت نسبة 73.6% منها لديها أطفال تحت سن الثامنة عشر تعيش معهم، وبلغت نسبة الأزواج القاطنين مع بعضهم البعض 57.6% من أصل المجموع الكلي للأسر، ونسبة 21.7% من الأسر كان لديها معيلات من الإناث دون وجود شريك، بينما كانت نسبة 9.5% من الأسر لديها معيلون من الذكور دون وجود شريكة وكانت نسبة 11.3% من غير العائلات. تألفت نسبة 8.1% من أصل جميع الأسر من عدة أفراد يعيشون في نفس المنزل ونسبة 3.5% كانت تتألف من شخص يعيش بمفرده يبلغ من العمر 65 عاماً أو أكثر. وبلغ متوسط حجم الأسرة المعيشية 4.47، أما متوسط حجم العائلات فبلغ 4.58.
بلغ العمر الوسطي للسكان 23.8 عاماً. وكانت نسبة 39.9% من القاطنين تحت سن الثامنة عشر، وكانت نسبة 12.4% بين الثامنة عشر والرابعة والعشرين عاماً، ونسبة 32.3% كانت واقعةً في الفئة العمرية ما بين الخامسة والعشرين والرابعة والأربعين عاماً، ونسبة 11.7% كانت ما بين الخامسة والأربعين والرابعة والستين، ونسبة 3.6% كانت ضمن فئة الخامسة والستين عاماً فما فوق. يوجد لكل 100 أنثى 97.7 ذكر، ويوجد لكل 100 أنثى في الثامنة عشر من عمرها فما فوق 97.4 ذكر.
بلغ متوسط دخل الأسرة في المدينة 29,040 دولارًا، أما متوسط دخل العائلة فبلغ 28,833 دولارًا. وكان متوسط دخل الذكور 19,149 دولارًا مقابل 16,042 دولارًا للإناث. وسجل دخل الفرد الخاص بالمدينة 8,688 دولارًا. وكانت نسبة 26.4% من العائلات ونسبة 28.3% من السكان تحت خط الفقر، وكان من هؤلاء نسبة 34.4% تحت سن الثامنة عشر ونسبة 18.1% في الخامسة والستين من العمر وما فوق.

### تعداد عام 2010
بلغ عدد سكان كوداهي 23,805 نسمة بحسب تعداد عام 2010، وبلغ عدد الأسر 5,607 أسرة وعدد العائلات 4,989 عائلة مقيمة في المدينة. في حين سجلت الكثافة السكانية 7,485.8 نسمة لكل كيلومتر مربع (19,388.1/ميل2). وبلغ عدد الوحدات السكنية 5,770 وحدة بمتوسط كثافة قدره 1,814.5 لكل كيلومتر مربع (4,699.5/ميل2).
وتوزع التركيب العرقي للمدينة بنسبة 49.18% من البيض و1.40% من الأمريكيين الأفارقة و1.03% من الأمريكيين الأصليين و0.58% من الأمريكيين ذوي الأصول الآسيوية و0.10% من سكان جزر المحيط الهادئ و43.43% من الأعراق الأخرى و4.28% من عرقين مختلطين أو أكثر و95.99% من الهسبانيون أو اللاتينيون من أي عرق.
بلغ عدد الأسر 5,607 أسرة كانت نسبة 66.2% منها لديها أطفال تحت سن الثامنة عشر تعيش معهم، وبلغت نسبة الأزواج القاطنين مع بعضهم البعض 52.5% من أصل المجموع الكلي للأسر، ونسبة 24.3% من الأسر كان لديها معيلات من الإناث دون وجود شريك، بينما كانت نسبة 12.2% من الأسر لديها معيلون من الذكور دون وجود شريكة وكانت نسبة 11% من غير العائلات. تألفت نسبة 7.1% من أصل جميع الأسر من عدة أفراد يعيشون في نفس المنزل ونسبة 3.1% كانت تتألف من شخص يعيش بمفرده يبلغ من العمر 65 عاماً أو أكثر. وبلغ متوسط حجم الأسرة المعيشية 4.24، أما متوسط حجم العائلات فبلغ 4.32.
بلغ العمر الوسطي للسكان 27.0 عاماً. وكانت نسبة 35% من القاطنين تحت سن الثامنة عشر، وكانت نسبة 12% بين الثامنة عشر والرابعة والعشرين عاماً، ونسبة 30.6% كانت واقعةً في الفئة العمرية ما بين الخامسة والعشرين والرابعة والأربعين عاماً، ونسبة 17.3% كانت ما بين الخامسة والأربعين والرابعة والستين، ونسبة 5.1% كانت ضمن فئة الخامسة والستين عاماً فما فوق. وتوزع التركيب الجنسي للسكان بنسبة 49.6% ذكور و50.4% إناث.

## أعلام
- أليخاندرو كوفاروباياس

## الموقع الجغرافي
الموقع الجغرافي للمناطق المحيطة بهذه النقطة هو كالتالي: